# Марсилио Фичино
Марсилио Фичино (лат. Marsilius Ficinus; 19. октобар 1433 – 1. октобар 1499) је био италијански научник и католички свештеник који је био један од најутицајнијих хуманистичких филозофа ране италијанске ренесансе.
Био је астролог, обновитељ неоплатонизма у контакту са главним академицима свог времена, и први преводилац комплетних Платонових постојећих дела на латински. Његова Фирентинска академија, покушај да се оживи Платонова академија, утицала је на правац и тенор италијанске ренесансе и на развој европске филозофије.

## Биографија
Фичино је рођен у Фиљине Валдарно. Његов отац, Диотифечи Данголо, био је лекар под патронатом Козима де Медичија, који је узео младића у своје домаћинство и постао доживотни заштитник Марсилија, који је постао учитељ његовог унука, Лоренца де Медичија. Ђовани Пико дела Мирандола, италијански хуманистички филозоф и научник, био је још један од његових ученика.
Фичино је умро 1. октобра 1499. у Каређију. Године 1521. Андреа Феручи је подигао бисту у његову успомену, која се налази на јужној страни наоса у катедрали Санта Марија дел Фиоре.

## Каријера и мисао

### Платонова академија
Током заседања у Фиренци Ферара-Фиренцинског сабора 1438–1445, током неуспешних покушаја да се излечи раскол источне (православне) и западне (католичке) цркве, Козимо де Медичи и његов интелектуални круг су се упознали са неоплатонским филозофом Гемистосом Плетоном, чији су дискурси о Платону и александријским мистицима толико фасцинирали хуманисте Фиренце да су га назвали другим Платоном. Године 1459. Јован Аргиропулос је предавао грчки језик и књижевност у Фиренци, а Фичино је постао његов ученик.
Када је Козимо одлучио да поново оснује Платонову академију у Фиренци, изабрао је Фичина за њеног шефа. Године 1462, Козимо је Фичину доставио грчке рукописе Платоновог дела, након чега је Фичино почео да преводи цео корпус на латински (нацрт превода дијалога је завршен 1468–69; објављен 1484). Фичино је такође направио превод збирке хеленистичких грчких докумената које је пронашао Леонардо да Пистоја касније назван Hermetica, и списа многих неоплатониста, укључујући Порфирија, Јамблиха и Плотина.
Међу његовим бројним ученицима били су Николо Валори и Франческо Катани да Дијачето. Потоњег је Фичино сматрао својим наследником на месту шефа Фирентинске платонистичке академије. Дијачетов ученик, Ђовани ди Бардо Корси, направио је кратку Фичинову биографију 1506. године.

### Теологија, астрологија и душа
Иако је био лекар, Фичино је постао свештеник 1473. године. Године 1474. Фичино је завршио своју расправу о бесмртности душе, Theologia Platonica de immortalitate animae (Платонска теологија) и De Christiana Religione (О хришћанској религији), историју религија и одбрану хришћанства. У налету ентузијазма за свако поновно откриће из антике, он је показао извесно интересовање за уметност астрологије (упркос омаловажавању ње у односу на божанско), што га је довело у невоље са Католичком црквом. Године 1489. оптужен је за јерес пред папом Иноћентијом VIII, али и ослобођен.
У писму пријатељу, Фичино је записао:
„Овај век, као златно доба, вратио је на светлост слободне уметности, које су биле скоро изумрле: граматика, поезија, реторика, сликарство, скулптура, архитектура, музика... чини се да је овај век усавршио астрологију.“— Писмо пријатељу (1492)
Фичинова писма, која се протежу кроз године 1474–1494, опстала су и објављена су. Написао је De amore (О љубави) 1484. De vita libri tres (Три књиге о животу), или De triplici vita (Књига живота), објављена 1489. године, пружа велики број медицинских и астролошких савета за одржавање здравља и снаге, као и прихватање неоплатонистичког и људског погледа на свет са соуленсом на свет:
Биће неких људи, сујеверних и слепих, који виде живот и у најнижим животињама и у најподлијим биљкама, али не виде живот на небесима, ни на свету... Ако ти мали људи дају живот и најмањим честицама света, каква је то глупост! Каква завист! Нити да знамо да је Целина, у којој 'живимо и крећемо се и постојимо', сама жива, нити да желимо да то буде тако.
Једна метафора за ову интегрисану "живост" је Фичинова астрологија. У Књизи живота он детаљно описује међусобне везе између понашања и последица. Говори о списку ствари које утичу на човекову судбину. Без обзира на то, у свом каснијем опширном коментару на Плотинову Енеаду III, он је активно и систематски одбацио неоплатонски приказ душе, ипостас, јединство душе, као и пресељење душе, вечност душе за разлику од пуке непролазности и појма да је душа међумедијална створена директно од Бога. Уместо тога, он је више волео да тумачи све ове паганске неоплатонистичке тачке, како Стефен Герш коментарише у својој Аналитичкој студији истог дела, као моралне алегорије — у складу са његовом општом тенденцијом ка усклађености између платонизма и хришћанства.

### Платонска љубав
Занимљиво је да је Фичино сковао термин платонска љубав, који се први пут појавио у његовом писму Аламану Донатију 1476. Године 1492. Фићино је објавио Епистуле (Посланице), које су садржале платонска љубавна писма, написана на латинском, његовом академском колеги и доживотном пријатељу, Ђованију Кавалкантију, о природи љубави Платона. Због тога су неки тврдили да је Фичино био хомосексуалац, али то налази мало основа у његовим писмима или његовим општим делима и филозофији. У свом коментару о Држави, такође, он својим читаоцима изричито негира да су хомосексуалне референце изнете у Платоновом дијалогу биле ништа више од тога да запање публику, „изговорене само да би се ублажио осећај тежине“. Без обзира на то, Фичинова писма Кавалкантију резултирала су популаризацијом појма платонске љубави у западној Европи.

## Радови
- Theologia Platonica de immortalitate animae (Platonic Theology). Harvard U. P., Latin with English translation.
  - vol. 1, 2001,  0-674-00345-4
  - vol. 2, 2002,  0-674-00764-6
  - vol. 3, 2003,  0-674-01065-5
  - vol. 4, 2004,  0-674-01482-0
  - vol. 5, 2005,  0-674-01719-6
  - vol. 6 with index, 2006,  0-674-01986-5
- The Letters of Marsilio Ficino, transl. by the Language Department of the School of Economic Science (Shepheard-Walwyn, 1975–2013). (With extensive endnotes.)

- - vol. I, 1975,  978-0-85683-010-5
  - vol. II, 1978,  978-0-85683-036-5
  - vol. III, 1981,  978-0-85683-045-7
  - vol. IV, 1988,  978-0-85683-070-9
  - vol. V, 1994,  978-0-85683-129-4
  - vol. VI, 1999,  978-0-85683-167-6
  - vol. VII, 2003,  978-0-85683-192-8
  - vol. VIII, 2010,  978-0-85683-242-0
  - vol. IX, 2013,  978-0-85683-289-5

### Коментари
- Gardens of Philosophy: Ficino on Plato. ISBN 978-0-85683-240-6.. ed. and transl. by Arthur Farndell (Shepheard-Walwyn, 2006). . Овај, први том у серији од пет томова, пружа први енглески превод 25 кратких коментара на дијалоге и 12 писама која се традиционално приписују Платону. Свеска садржи следеће:
  - Ficino's Preface to his Commentaries on Plato [addressed to Lorenzo de' Medici].
  - Hipparchus: жеља за добитком
  - Philosophy or The Lover
  - Theages: мудрост
  - Meno: врлина
  - Alcibiades I: природа човека
  - Alcibiades II: молитва
  - Minos: право
  - Euthyphro: светост
  - Hippias: лепота и племенитост
  - Lysis: пријатељство
  - Theatetus: знање
  - Ion: поетска инспирација
  - Statesman: краљевство
  - Protagoras: врлина
  - Euthydemus: погледи на софисте
  - Lesser Hippias: истинитост
  - Charmides: умереност
  - Laches: храброст
  - Cratylus: имена
  - Gorgias: реторика
  - Apology: Socrates' одбрана
  - Crito: Сократов начин живота
  - Phaedo: Природа душе
  - Menexenus: Љубав према родној земљи
  - Critias: Прича о Атлантиди
  - Расправе о дванаест Платонових писама
  - Два друга Фичинова предговора дијалозима и њиховим коментарима
- Evermore Shall Be So: Ficino on Plato's. ISBN 978-0-85683-256-7.. Parmenides, ed. and transl. by Arthur Farndell (Shepheard Walwyn, 2008). (Does not include Latin text.)
- When Philosophers Rule: Ficino on Plato's Republic, Laws, and. ISBN 978-0-85683-257-4.. Epinomis, ed. and transl. by Arthur Farndell (Shepheard-Walwyn, 2009).  (Unabridged except for the commentary on Republic, bk. 8; see Nuptial Arithmetic, below.)
- All Things Natural: Ficino on Plato's. ISBN 978-0-85683-258-1.. Timaeus, ed. and transl. by Arthur Farndell (Shepheard-Walwyn, 2010).
- On the Nature of Love: Ficino on Plato's. ISBN 978-0-85683-509-4.. Symposium, ed. and transl. by Arthur Farndell (Shepheard-Walwyn, 2016).

### Други преводи коментара
- Commentaries on Plato. I Tatti Renaissance Library. Bilingual, annotated English/Latin editions of Ficino's commentaries on the works of Plato.
  - vol. 1, 2008, Phaedrus, and Ion. ISBN 0-674-03119-9.. transl. by Michael J. B. Allen,
  - vol. 2, 2012, Parmenides. ISBN 0-674-06471-2.. pt. 1, transl. by Maude Vanhaelen,
  - vol. 3, 2012, Parmenides. ISBN 0-674-06472-0.. pt. 2, transl. by Maude Vanhaelen,
- Commentary on Plato's Symposium on Love. ISBN 0-88214-601-7.. transl. with an introduction and notes by Sears Jayne (Woodstock, CT: Spring Publications, 1985), 2nd edn., 2000,

### Други радови
- Nuptial Arithmetic: Marsilio Ficino's Commentary on the Fatal Number in Book VIII of Plato's Republic, ed. and transl. by Michael J. B. Allen (U. of California P., 1994).
- Icastes. Marsilio Ficino's Interpretation of Plato's Sophist, ed. and tranl. by Michael J. B. Allen (Berkeley: U. of California P., 1989).
- The Book of Life. ISBN 0-88214-212-7.. transl. with an introduction by Charles Boer, Dallas: Spring Publications, 1980.
- De vita libri tres (Three Books on Life. 1489. ISBN 0-86698-041-5.) transl. by Carol V. Kaske and John R. Clarke, Tempe, Arizona: The Renaissance Society of America, 2002. With notes, commentaries, and Latin text on facing pages. 
  - „De triplici vita”. World Digital Library (на језику: латински). 16. 9. 1489. Приступљено 2014-03-01.
- De religione Christiana et fidei pietate (1475–6), dedicated to Lorenzo de' Medici. (English translation below.)
- On the Christian Religion, ed. and transl. by Dan Attrell, Brett Bartlett, and David Porreca (U. of Toronto P., 2022). (With extensive notes, indexes, etc.)
- In Epistolas Pauli commentaria, Marsilii Ficini Epistolae (Venice, 1491; Florence, 1497).
- Meditations on the Soul: Selected letters of Marsilio Ficino. ISBN 0-89281-658-9.. transl. by the Language Department of the School of Economic Science, London.  Rochester, Vermont: Inner Traditions International, 1996. .
- Collected works: Opera (Florence, 1491, Venice, 1516, Basel, 1561).

## Даље читање
- Allen, Michael J.B.; Rees, V.; Davies, Martin (2002). Marsilio Ficino: his theology, his philosophy, his legacy. Brill. ISBN 9789004118553. Приступљено 26. 5. 2013.
- Ernst Cassirer, Paul Oskar Kristeller, John Herman Randall, Jr., The Renaissance Philosophy of Man. The University of Chicago Press. 1948.. (Chicago, 1948.) Marsilio Ficino, Five Questions Concerning the Mind, pp. 193–214.
- Clucas, Stephen; Forshaw, Peter J.; Rees, Valery (2011). Laus Platonici Philosophi: Marsilio Ficino and his Influence. BRILL. ISBN 9789004188976. Архивирано из оригинала 5. 10. 2016. г. Приступљено 8. 9. 2014.
- Thomas Gilbhard, Stéphane Toussaint, Bibliographie ficinienne 2000-2010, Paris 2024 («Accademia. Revue de la Société Marsile Ficin» XXIV, 2022), 127 p.
- Anthony Gottlieb. The Dream of Reason: A History of Western Philosophy from the Greeks to the Renaissance. Penguin, London,.  0-14-025274-6
- James Heiser. Prisci Theologi and the Hermetic Reformation in the Fifteenth Century. Repristination Press.. (Malone, Texas, 2011)  978-1-4610-9382-4
- Paul Oskar Kristeller, Eight Philosophers of the Italian Renaissance. Stanford University Press. 1964.. (Stanford California, 1964) ch. 3, "Ficino," pp. 37–53.
- Raffini, Christine, "Marsilio Ficino, Pietro Bembo, Baldassare Castiglione: Philosophical, Aesthetic, and Political Approaches in Renaissance Platonism", Renaissance and Baroque Studies and Texts, v.21, Peter Lang Publishing, 1998.  0-8204-3023-4
- Robb, Nesca A (1968). Neoplatonism of the Italian Renaissance., New York: Octagon Books, Inc.,
- Reeser, Todd W (2016). Setting Plato Straight: Translating Ancient Sexuality in the Renaissance. Chicago: UChicagoP,
- Field, Arthur, (1988). The Origins of the Platonic Academy of Florence., New Jersey: Princeton,
- Allen, Michael J.B., and Valery Rees, with Martin Davies, eds. Marsilio Ficino: His Theology, His Philosophy, His Legacy. ISBN 9004118551.. Leiden: E.J.Brill, 2002. A wide range of new essays.
- Voss, Angela. Marsilio Ficino,. ISBN 978-1-5564-35607.. Western Esoteric Masters series. North Atlantic Books, 2006.